# Provincie Almería
Provincie Almería je jednou z osmi provincií Andalusie, autonomního společenství na jihu Španělska; zahrnuje hornatá území ve východním cípu Andalusie (část pohoří Sierra Nevada s nejvyšší horou Chullo, 2609 m a pohoří Sierra de Los Filabres s nejvyšší horou Calar Alto, 2168 m), široká údolí řek Almanzora a Andarax a území podél 219 km pobřeží Středozemního moře. Sousedí pouze s provincií Granada na severozápadě a s Murcií na severovýchodě.
V provincii panuje velmi suché polopouštní podnebí a zdejší holá a vyprahlá krajina působí i v rámci Španělska exoticky. Proto se zde natáčely různé westerny nebo filmy jako Lawrence z Arábie.

## Obyvatelstvo a sídla
Žije zde přibližně 763 tisíc obyvatel, většina z nich je koncentrována v aglomeracích okolo Almeríe a El Ejida. Mezi roky 1857 a 1975 počet obyvatel stagnoval mezi 300 a 400 tisíci, poté začal s rozmachem turismu rychle růst, k čemuž se v 90. letech 20. století přidala silná imigrace. Hranice 500 000 obyvatel byla překročena roku 1996 a k roku 2010 byl počet obyvatel dvojnásobný oproti 70. letům. Provincie má ve Španělsku třetí největší podíl cizinců (okolo 20 %; přes 5 % tvoří Maročané, necelá 4 % Rumuni, 3 % občané Británie).

## Znak provincie
Znak je tvořen seskupením městských znaků provincie se znakem Almeríe v srdečním štítku. Výjimečná je hradební koruna na štítě namísto obvyklejší otevřené nebo zavřené královské koruny.
Popis znaku: Štít o devíti polích: 1) stříbrný hrad v červeném (Berja); 2) v modrém zlatý snop (Canjavar); 3) na třech hůrkách svých barev po jednom keři kopřiv nad stříbrnými a modrými vlnami v zeleném/zlatém (Cuevas de Almanzora); 4) routováno červeně a stříbrně, zlatá kamenná věž (Gergal); 5) v modrém zlatý hrad, nad ním stříbrný klíč (Huércal-Overa); 6) v modrém zlatý hrad, vlevo od něj stříbrný klíč (Purchena); 7) ve stříbře červený lev (Sorbas); 8) v červeném svislý stříbrný klíč, provázený dvěma hrady ze stejného kovu (Vera); 9) tři kopce svých barev s kopřivovými keři nad vlnami ve zlatém poli (Vélez-Rubio, markýzové de los Vélez). Srdeční štítek se znakem města Almería (ve stříbrném poli janovský kříž, lem kouskovaný Kastilie, León, Granada, Aragonsko a říšská orlice – starý znak Navarry – znak města dle aktuálního znaku z r. 2005). Klenot – zlatá hradební koruna.